# Baroque & Roll
Baroque & Roll is een muziekalbum van de Britse band Acoustic Strawbs, een afgeleide van Strawbs. In de jaren 90 werden akoestische concerten populair door de serie Unplugged op de zender MTV. Voor Strawbs was dat een meevaller want de inkomsten uit de band waren dermate laag, dat Strawbs een semi-professionele band moest worden. Zo nu en dan, als de andere werkzaamheden het toelaten, volgt een studio- of livealbum, waarbij vroegere bandleden meespelen met de leider van de band Dave Cousins. In juli 2001 neemt een trio gitaristen dit album op in Chiswick, Londen. Het arrangeren naar een akoestische setting is eigenlijk niet nodig aangezien de basis van de band Strawbs en dus ook Cousins altijd folkmuziek is geweest; het is dus terug naar het begin.

## Musici
- Dave Cousins – zang, gitaar, dulcimer en banjo;
- Dave Lambert – zang, gitaar;
- Brian Willoughby – gitaar;
- Robert Kirby – strijkarrangementen voor (4), (8) en (14) gespeeld door
- The Wrecking Crew een strijkkwintet bestaande uit: Howard Gott – viool, Ruth Gottlieb – viool, Sophie Sirotia – altviool, Sarah Willson – cello en Andy Waterworth – contrabas.

## Composities

### Baroque & Roll
Allen van Cousins tenzij anders vermeld:
1. Tears (Cousins) and Pavan (Richard Hudson, John Ford, Cousins (5:52)( van het album Bursting at the Seams);
2. Remembering (John Hawken) (1:55) (van Ghosts, origineel alleen voor synthesizer)
3. You and I (when we were young) (3:37)(van Ghosts)
4. Evergreen (Cousins/Don Airey)(4:31)
5. Ghosts (8:01)(van Ghosts)
6. There will come the day (5:17)
7. Not all the flowers grow (3:42)
8. Inside your hell tonight (Lambert) (4:30)
9. The golden salamander (4:59) (van Nomadness)
10. The river (2:16) (van Bursting at the Seams)
11. Down by the sea (7:36) (van Bursting at the Seams)
12. The flower and the young man (4:21) (van Grave New World)
13. Benedictus (3:46) (van Grave New World)
14. Alice's song (Cathryn Craig, Willoughby)(2:52)

### Alice's Song
Van het album wordt een single getrokken bestaande uit:
1. Alice's song
2. The golden salamander
3. On my way (3:06) (verschijnt niet op het album).

Alice's song is geschreven voor een nichtje van Willoughby, die aan autisme lijdt; het wordt tijdens de tournee volgend op de cd een van de populairste composities van de band.